# L'Acerba
(L'Acerba, lib. IV, cap. XII, v. 62)
L'Acerba è un poema di Cecco d'Ascoli composto di 4.865 endecasillabi in sestine (che l'autore chiama "mosse").

## Spiegazione del titolo
I critici letterari hanno attribuito al titolo dell'opera molti significati.
Secondo Gianfranco Contini, il titolo può riferirsi all'asprezza e difficoltà della materia e della scrittura, oppure all'adolescenza, ancora mentalmente acerba, cui Cecco si rivolge per indirizzarla al sapere scientifico. Per altri, invece, il titolo fa riferimento ad "acervus", cioè coacervo, cumulo di vari argomenti, oppure "cerva", come simbolo di scienza.
Dopo l'edizione critica a cura di Marco Albertazzi, pare invece preferibile l'ipotesi secondo cui il termine Acerba, riduzione del titolo completo di acerba etas, "acerba vita", ha inteso riferirsi alle questioni inerenti alla vita mondana, che è appunto acerba rispetto a quella matura raggiungibile soltanto dopo la morte.

## Contenuto
L'Acerba è un vasto riepilogo delle scienze fisiche e morali. L'autore dimostra passione per la scienza e si rivela polemico verso la poesia. Suo bersaglio preferito è la Divina Commedia di Dante Alighieri, che Cecco vede come la negazione della "scienza vera" riepilogata nel suo poema; a tal punto che l'Acerba è stata definita da Contini "l'anti-Commedia". Noti, in tal senso, i versi: "qui non se canta al modo delle rane, qui non se canta al modo del poeta che finge imaginando cose vane; ma qui resplende e luce onne natura che a chi intende fa la mente lieta. Qui non se gira per la selva oscura; qui non veggio Paulo né Francesca. […] Lasso le ciance e torno sul vero: le fabule me fur sempre nimiche".
Alla base delle convinzioni e delle conoscenze fisiche e naturali professate da Cecco, oltre al pensiero filosofico scientifico di Aristotele e quello di Tommaso d'Aquino, c'è la conoscenza del pensiero dei filosofi arabi dell'epoca. Sulla base delle loro teorie discute delle questioni scientifiche più dibattute nella società in cui viveva: per esempio, dell'ordine dei cieli, della terra, delle eclissi, della natura dei fenomeni atmosferici, delle virtù o delle scienze occulte.
Il poema rimase incompiuto all'inizio del quinto libro dal momento che Cecco fu arso al rogo a Firenze nel 1327, a causa delle sue opinioni scientifiche e teologiche giudicate eretiche.

## Struttura dell'opera

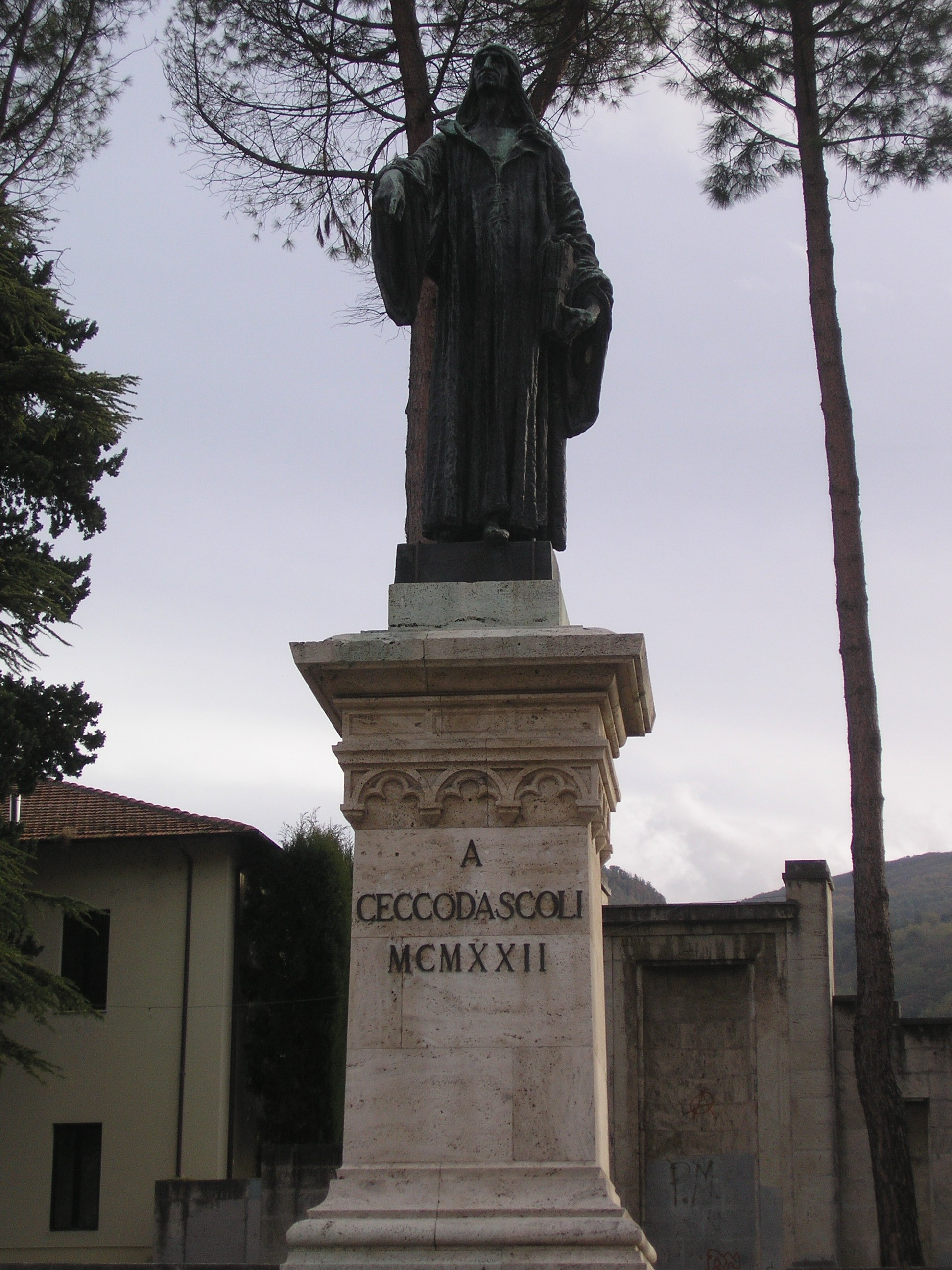
Monumento moderno a Cecco d'Ascoli nella sua città natale (1922)

L'opera è suddivisa in quattro libri, suddivisi in capitoli di lunghezza variabile. Ugualmente disomogenea è anche l'ampiezza di ciascun libro, che varia dai 9 capitoli del libro I, ai 19 del libro II, ai 18 del libro III, e ai 12 del libro IV. Il primo libro si occupa di astronomia e meteorologia; il secondo di influssi celesti, fisiognomica, vizi e virtù; il terzo di minerali e animali, e il quarto di questioni morali e fisiche. Il quinto, come detto rimasto incompiuto dopo un solo capitolo, avrebbe trattato la teologia.
Con il chiaro intento di marcare la differenza tra il suo poema e la Commedia dantesca, Cecco organizza i capitoli per sestine, composte in sostanza da due coppie di terzine di endecasillabi con uno schema metrico che ricorda molto da vicino quello della terza rima incatenata utilizzata da Dante, ma ogni sestina è isolata dalle altre:
Fuor della superficie di quel primo

In qual natura, per poter, conduce

La forma intelligibil che divide

Noi da’ animali per l’abito estrimo

Qual creatura mai tutto non vide.»
(L'Acerba, lib. I, cap. I, v. 1-6)
E, come ogni canto della Commedia è chiuso da un endecasillabo finale, così ogni capitolo dell'Acerba si conclude con una coppia di endecasillabi a rima baciata:
L'estremità possiedon di ciò sempre.

O gran virtù che tutte cose mudi!

O quanto il tuo valor fa bella mostra,

Che vuoi ogni natura che si tempre

Per più benigna far la vita nostra,
O tu che mostri il terzo in una forma

E accendi di pietà la spessa norma!»
(L'Acerba, lib. I, cap. I, v. 79-86)

## Edizioni
- L'Acerba, Venezia, Filippo di Pietro, 1476.
- Acerba, Impressum Mediolani, per magistrum Antonium Zarotum parmensem opera & impensa Iohannis Antonii Ghilii, anno domini MCCCCLXXXIIII die XVIII maii.
- L' Acerba secondo la lezione del Codice Eugubino dell'anno 1376, a cura di Basilio Censori ed Emidio Vittori, Ascoli Piceno (Verona, Stamperia Valdonega), 1971.
- L'Acerba - Acerba etas (edizione critica) - Commento latino - Commento volgare - Sonetti, a cura di Marco Albertazzi, Trento, La Finestra editrice, 2016, ISBN 978-88-88097-21-3.
- L'Acerba. Codice Laurenziano Pluteo 40.52, commento di Ida Giovanna Rao e Giordana Mariani Canova, Roma, Istituto poligrafico e Zecca dello Stato, Libreria dello Stato, 2006.
- L'Acerba, a cura di Achille Crespi, Ascoli 1927 (ristampa: Milano, La vita felice, 2011).